# 秋田典子
秋田 典子（あきた のりこ）は、日本のランドスケープ学、都市計画学研究者。千葉大学大学院園芸学研究院教授。千葉大学災害治療学研究所教授兼担。専門は都市計画、ランドスケープ、都市農地、緑地計画。

## 来歴
大阪府出身。
2004年に東京大学大学院工学系研究科都市工学専攻博士課程を修了し、博士（工学）号を取得した（取得対象論文「田園地域におけるまちづくり条例の実効性に関する研究」）。同年、同大学国際都市再生研究センター研究員となる。2005年に東京大学大学院新領域創成科学研究科に移る。
2008年に千葉大学大学院園芸学研究科准教授となり、2021年に教授に昇進した。
2022年から2023年まで、フランスのパリベルビル建築学校にCNRS研究員として招聘された。
2023年、千葉大学国際高等研究基幹PIとなる。

## 著書
いずれも共著。
- 『都市計画の理論』学芸出版社、2006年
- 『住民主体の都市計画』学芸出版社、2009年
- 『都市計画・まちづくり紛争事例集』ぎょうせい、2010年
- 『Urban services to ecosystems  : green infrastructure benefits from the landscape to the urban scale』Springer、2021年

## 賞歴
- 令和3年度日本造園学会賞（事業・マネジメント部門） - 2021年